# Kurt vid Stein
Kurt vid Stein (ur. 17 listopada 1935 w Kopenhadze) – duński kolarz torowy, dwukrotny medalista mistrzostw świata.

## Kariera
Pierwszy sukces w karierze Kurt vid Stein osiągnął w 1962 roku, kiedy wspólnie z Prebenem Isakssonem, Bentem Hansenem i Kajem Jensenem zdobył srebrny medal w drużynowym wyścigu na dochodzenie podczas mistrzostw świata w Mediolanie. Razem z Hansenem, Isakssonem i Leifem Larsenem zdobył na mistrzostwach świata w Liége w 1963 roku brązowy medal w tej samej konkurencji. Brał ponadto udział w igrzyskach olimpijskich w Rzymie w 1960 roku oraz w rozgrywanych cztery lata później igrzyskach w Tokio, gdzie wraz z kolegami kończył rywalizację na piątej pozycji. Wielokrotnie zdobywał medale mistrzostw kraju, w tym pięć złotych.